# 荘厳
荘厳（しょうごん、そうごん、そうげん、しょうげん、梵: vyūha, ヴィユーハ、梵: alaṁkāra, アランカーラ）とは、仏教用語で仏像や仏堂を美しくおごそかに飾ること。また、その物。お飾りともいう。宗派により異なる。
智慧・福徳・相好で仏などの身を飾る（包む）ことも意味する。

## 語源
サンスクリット語のvyūha（分配、配列）が語源とされ、「みごとに配置されていること」「美しく飾ること」の意。漢字の「荘」「厳」はいずれも「おごそかにきちんと整える」 という意味。「立派で厳かな」という意味の荘厳（そうごん）は荘厳から派生した言葉。荘厳は一般には「そうごん」であるが仏教では「しょうごん」と読む。呉音。

## 信は荘厳なり
寺堂の立派な装飾を見て信心が啓発されるという意で、内容は形式によって導かれるというたとえ。「信は荘厳から起こる」「信は荘厳より｣ともいう。

## 香光荘厳
念仏三昧をたたえた言葉。香に染まると香気が漂うように、仏を念じて仏の智慧や功徳に包まれること。

染香人（ぜんこうにん）のその身には　香気（こうけ）あるがごとくなり

これをすなわち　なづけてぞ　

香光荘厳（こうこうしょうごん）と　ま（も）うすなる
—『浄土和讃 勢至讃』

## 荘厳造り
名古屋仏壇における、宮殿の一形態。また名古屋地域では、宮殿師を荘厳師という。